# Radical 180
El radical 180, representado por el carácter Han 音, es uno de los 214 radicales del diccionario de Kangxi. En mandarín estándar es llamado 音部, (yīn bù, ‘radical «sonido»’); en japonés es llamado 音部, おんぶ (onbu), y en coreano 음 (eum).
El radical 180 puede aparecer en diversas posiciones dentro de los caracteres que clasifica. Es común encontrarlo en el lado izquierdo (por ejemplo, en el carácter 韴), aunque también se puede encontrar en el lado derecho (por ejemplo, en el carácter 韽) o en la parte inferior (por ejemplo, en el carácter 韾).
Los caracteres clasificados bajo el radical «sonido» suelen tener significados relacionados con el sonido o la vocalización. Como ejemplo de lo anterior se encuentran 韵, ‘rima’; 響, ‘hacer ruido’; 韶, ‘armonioso’.

## Nombres populares
- Mandarín estándar:　音, yīn, ‘sonido’.
- Coreano: 소리음부, soli eum bu, ‘radical eum-sonido’.
- Japonés:　音（おと）, oto, ‘sonido’; 音偏（おとへん）, otohen, ‘«sonido» en el lado derecho del carácter’.[1]
- En occidente: radical «sonido».

## Galería
| Estilos antiguos                                 | Estilos antiguos                  | Estilos antiguos                        | Estilos antiguos                   | Estilos antiguos                   | Estilos empleados actualmente       | Estilos empleados actualmente  | Estilos empleados actualmente    | Estilos empleados actualmente   | Estilos empleados actualmente  |
|                                                  |                                   |                                         |                                    |                                    |                                     | 音                             | 音                               |                                 |                                |
| 甲骨文 jiǎgǔwén (escritura de huesos oraculares) | 金文 jīnwén (escritura de bronce) | 简帛 jiǎnbó (escritura de bambú y seda) | 篆文 zhuànwén (escritura de sello) | 篆文 zhuànwén (escritura de sello) | 隸書 lìshū (estilo de los escribas) | 楷書 kǎishū (estilo regular)   | 楷書 kǎishū (estilo regular)     | 行書 xǐngshū (estilo corriente) | 草書 cǎoshū (estilo de hierba) |
| 甲骨文 jiǎgǔwén (escritura de huesos oraculares) | 金文 jīnwén (escritura de bronce) | 简帛 jiǎnbó (escritura de bambú y seda) | 大篆 dàzhuàn (sello grande)        | 小篆 xiǎozhuàn (sello pequeño)     | 隸書 lìshū (estilo de los escribas) | 繁體／繁体 fántǐ (tradicional) | 简体／簡體 jiǎntǐ (simplificado) | 行書 xǐngshū (estilo corriente) | 草書 cǎoshū (estilo de hierba) |

## Caracteres con el radical 180

| trazos | carácter |
| ------ | -------- |
| + 0    | 音       |
| + 4    | 韴 韵    |
| + 5    | 韶 韷    |
| + 7    | 韸       |
| + 9    | 韹 韺    |
| + 10   | 韻 韼    |
| + 11   | 韽 韾    |
| + 13   | 響       |
| + 14   | 頀       |